# Subordinationisme
Subordinationisme (subordination, lat. underordning) er et oldkirkeligt lærebegreb, en doktrin i kristen teologi som forklarer at Sønnen og Helligånden er underordnet Faderen, hvilket indebærer et hierarkisk syn på Treenigheden. Arius og hans tilhængere anses sædvanligvis for at være subordinationister; de hævder desuden at der fandtes en tid da Kristus ikke fandtes, og at Gud skabte ham ud af intet (creatio ex nihilo).